# Un grand sommeil noir (Boulanger)
Pour les articles homonymes, voir Un grand sommeil noir (homonymie).
Un grand sommeil noir est une mélodie pour voix et piano de Nadia Boulanger composée en 1906 sur un poème de Paul Verlaine.

## Présentation
Un grand sommeil noir est achevé le 1er septembre 1906. La mélodie est écrite sur le poème éponyme de Paul Verlaine extrait de Sagesse (Paris, Société générale de librairie catholique, 1881). Nadia Boulanger avait déjà utilisé ce même poème en 1902 pour sa mélodie Désespérance (NB 3), restée inachevée.
L'incipit de l'œuvre est : « Un grand sommeil noir ».
Le manuscrit autographe est conservé à la BnF (Ms. 19503) et porte en page de titre la date « Gargenville / 1er septembre 1906 ».
Longtemps inédite, la partition est publiée par Alphonse Leduc en 2020 au sein du recueil Mélodies pour voix moyenne, vol. 3 (AL 30 866).
Un grand sommeil noir est d'une durée moyenne d'exécution de deux minutes environ.

## Commentaires
La musicienne et musicologue Anne de Fornel relève que le discours musical de Nadia Boulanger « devient de plus en plus dramatique avec Un grand sommeil noir (1906), sur un poème de Verlaine qui en épouse l'atmosphère lugubre ».
Dans le catalogue des œuvres de la compositrice établi par la musicologue Alexandra Laederich, la pièce porte le numéro NB 16.

## Discographie
- Mademoiselle - Première Audience : Unknown Music of Nadia Boulanger, Edwin Crossley-Mercer (baryton) et Lucy Mauro (piano), Delos DE 3496, 2 CD, 2017[4] — premier enregistrement mondial.
- Les heures claires : The Complete Songs : Nadia & Lili Boulanger, Lucile Richardot (mezzo-soprano) et Anne de Fornel (piano), Harmonia Mundi HMM 902356.58, 3 CD, 2023[5].